# Telecom Argentina
Telecom Argentina S.A. es una compañía de telecomunicaciones que opera en Argentina, Paraguay y Uruguay. 
Ofrece telefonía fija nacional e internacional, telefonía pública, Discado Directo Entrante (DDE), centrex, líneas punto a punto, 0800 y 0810, telecentros y monocanales. Además ofrece acceso a internet al hogar por diversas tecnologías (FTTH, HFC, VDSL, ADSL) y telefonía móvil con  Personal y televisión con Flow.

## Historia
El 8 de noviembre de 1990 inició sus actividades después de la privatización de la Empresa Nacional de Telecomunicaciones S.E. (ENTel S.E.), cuando el gobierno argentino a cargo de Carlos Menem, mediante licitación pública internacional, le otorgó a Nortel Inversora S.A. una licencia para proveer servicio de telefonía fija local y de larga distancia nacional en un régimen de exclusividad por período de 7 años, en la mitad norte del país. Finalmente, esta licencia fue extendida por 2 años más, debido a que la compañía había cumplido con las metas de expansión y calidad de la red, fijadas al momento de la privatización.
Durante el año 1999, con las licencias correspondientes, la empresa fue autorizada a proveer los servicios de telefonía fija local y larga distancia nacional e internacional en el resto del país. El 10 de octubre de 1999 es incluida la Capital Federal y el 7 de noviembre el AMBA.
Durante 1998 a 2001, Telecom anunció sus servicios por televisión por medio de una popular serie de anuncios llamada "La llama que llama", el cual consistía en una familia de llamas haciendo bromas por teléfono. Esta publicidad atrajo el interés de miles de argentinos.
Nortel Inversora era originalmente controlada por France Télécom, Telecom Italia, J.P Morgan y el grupo argentino Peréz Companc. Estos dos últimos se retiraron en 1999. Durante la crisis económica 2001, Telecom Argentina entró en cesación de pagos.
En 2003, el Grupo Werthein compró la participación de France Télécom. En 2004 el juez Julio Speroni, llevó adelante investigaciones contra la empresa por el caso de las facturas falsas, donde la empresa utilizaba falsificadores de facturas por servicios inexistentes y domicilios apócrifos para pagar menos por Ganancias y por IVA.
En 2014, el Grupo Telecom intentó comprar la participación de Telecom Italia, y la transacción se aprobó en 2016. El 17 de marzo de 2017, se anunció que Telecom compraría al Grupo Werthein el restante del paquete accionario de Telecom Argentina. En junio de 2017, Telecom y Cablevisión anunciaron que se fusionarán en una nueva empresa. Telecom tendrá el 41,27% de las acciones de la nueva empresa, y Cablevisión Holding tendrá el 33%.
Telecom obtuvo una licencia global para la prestación del servicio internacional (a través de facilidades propias y reventa) otorgada por la Federal Communications Commission (FCC) de los Estados Unidos.

## Telecomunicaciones
- Flow
- Personal

## Operaciones

### Telefonía Fija
Telecom provee servicios de telefonía básica en Argentina, que incluye telefonía local, de larga distancia nacional e internacional y de telefonía pública. La empresa posee una red de telecomunicaciones de amplia cobertura en la mitad norte de Argentina y tiene extensiones en determinadas localidades de la zona sur del Gran Buenos Aires, ya que a partir de la apertura regulatoria en 1999 se permitía operar en todo el país. También hizo lo propio, la empresa Telefónica de Argentina que al principio operaba en la mitad sur del país, y luego se le permitió operar en el resto.
En todo el año 2004 se cursaron 2.688 millones de minutos de larga distancia nacional, lo que representó un aumento del 7,5% respecto del año anterior.[cita requerida]
A fines de junio de 2007, la red de Telecom alcanzaba a aproximadamente 4,1 millones de líneas de clientes, lo que representa una participación de mercado del 43%, con una tasa de eficiencia de 336 líneas por empleado.[cita requerida]

### Telefonía Móvil
A partir de 1996, Telecom Personal S.A., o simplemente Personal, es la marca de Telecom Argentina en el rubro de telefonía celular. Desde ese entonces hasta fines de 2001, Personal brindó el servicio de telefonía móvil a través del estándar TDMA, con antenas propias en el norte grande del país. Y también "Personal" está en Paraguay, funcionando desde 1998 hasta la presente fecha, siendo una de las empresas telefónicas de celulares con mayor cantidad de usuarios en el vecino país.
Desde fines de 2001, Personal brinda el servicio de telefonía móvil bajo el estándar mundial GSM. Todos los clientes de la red TDMA fueron lenta y progresivamente migrados a GSM.
En la actualidad, la compañía ofrece variados servicios básicos (como SMS y MMS) y de valor agregado (como Videollamadas y BAM) bajo las tecnologías GSM y WCDMA en las frecuencias 850 MHz y 1900 MHz.
A comienzos de la segunda década del siglo XXI, cuenta con más de 18 millones de clientes en el país.
En muchos casos, los suscriptores se pueden adherir a Club Personal, un servicio que funciona por acumulación de puntos cada vez que se recargue la línea y se canjean por premios. Los socios tienen beneficios, como descuentos en recitales, restaurantes, shoppings, entre otros.

### Internet
Telecom operaba la marca Arnet, hasta marzo de 2019, cuando fue cambiada la denominación a Fibertel Lite. Bajo esta marca, presta servicios ADSL a más de 1,2 millones de clientes, acaparando el 30% del mercado argentino, siendo el segundo proveedor de servicios de Internet por cantidad de suscriptores, luego de Movistar (del Grupo Telefónica).
Tras la fusión del Grupo Telecom con Cablevisión, los servicios de internet (de hasta 20 megas de velocidad) brindados a través de línea telefónica de cobre pasaron a ser llamados Fibertel Lite, mientras que los servicios brindados por FTTH y coaxial (HFC), usaban la denominación comercial Fibertel.
A partir del 4 de octubre del 2021, los servicios de internet abandonan la marca Fibertel, a favor de la marca Personal.

### Televisión de pago
Ofrece el servicio a través de Flow.

## Edificio corporativo

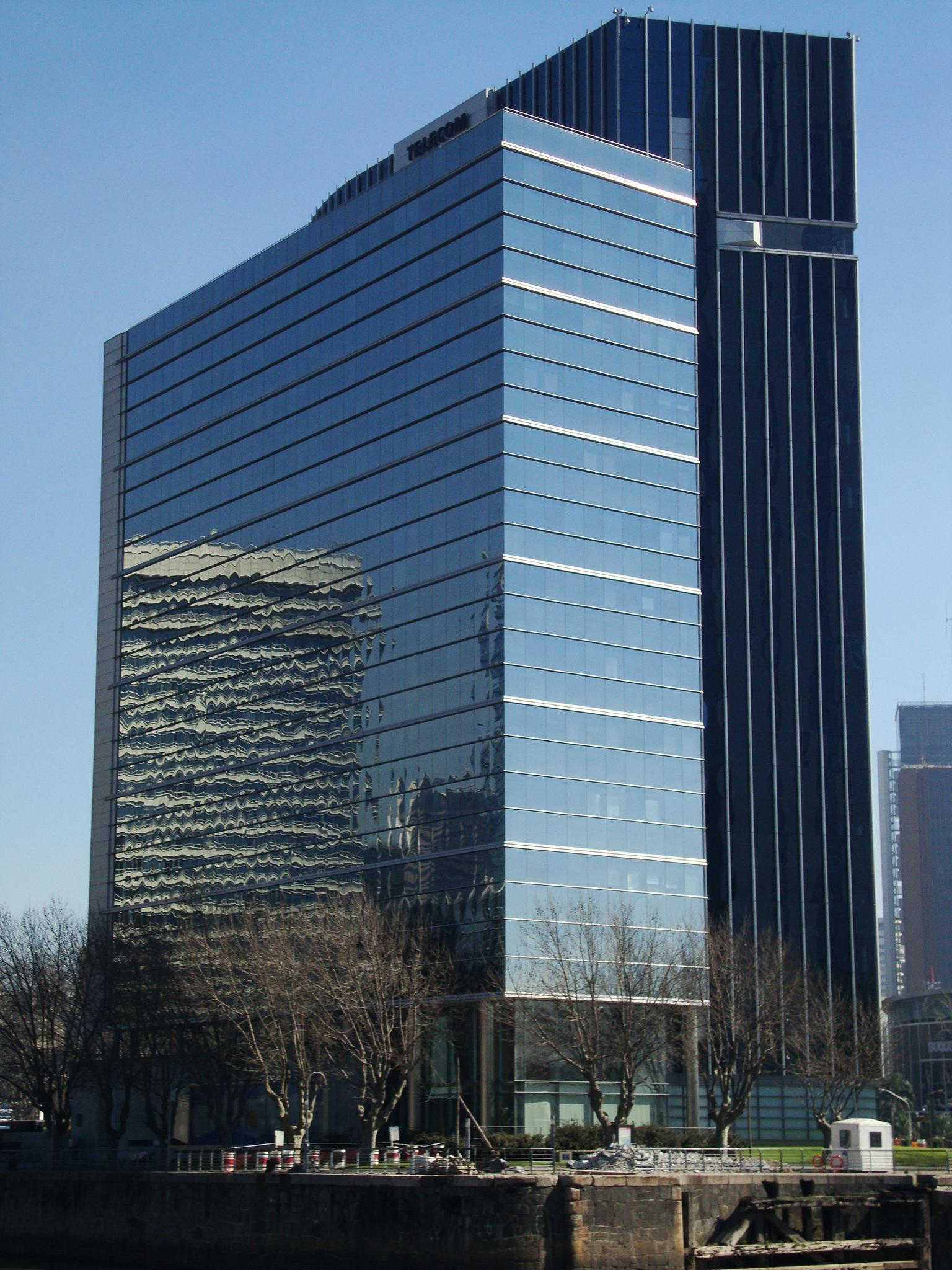
Edificio Telecom visto desde el malecón este del Dique 4.

El representativo edificio corporativo de Telecom, denominado Edificio Telecom, cuenta con una altura de 70 metros comprendidos en 15 pisos. Fue diseñado por el estudio de arquitectura estadounidense Kohn, Pedersen, Fox Associates (KPF), asociados con el estudio argentino Hampton-Rivoira y construido por Benito Roggio Construcciones por encargo de la empresa telefónica Telecom Argentina, para alojar su sede central en Buenos Aires. Ubicado en un lote propiedad de la desarrolladora inmobiliaria IRSA, el edificio fue inaugurado el 18 de febrero de 1998. Es uno de los primeros edificios en altura de la Argentina para el cual se utilizó acero como material estructural para su construcción.
En febrero de 2024, Telecom anunció la compra de energía solar a MSU Argentina para abastecer cien edificios propios durante los próximos 10 años.

## Estructura propietaria
Telecom Argentina S.A. es una de las principales empresas de telecomunicaciones de la República Argentina. Está conformada por los siguientes accionistas:
- Cablevision Holding S.A (GC Dominio)[18] (28%)[19][2][3]
- Fintech Telecom LLC (20%)[16]
- Fideicomiso Héctor Magnetto y David Martínez (21%)[16]
- Oferta Pública BCBA/ANSES (29%)

## Logos

De 1998 a 2018
De 2018 a 2021
Desde 2021